# Anotherloverholenyohead
Singles de Prince & The Revolution
Mountains
(1986) Sign o' the Times
(1987)
Anotherloverholenyohead est une chanson de Prince et du groupe The Revolution extrait de l'album Parade, bande son du film Under the Cherry Moon. Anotherloverholenyohead est le second single de l'album et fut publié le 2 juillet 1986.
Le single se classa à la 63e position au Billboard Hot 100 le 9 août 1986 et à la 18e au Hot R&B/Hip-Hop Songs le 6 septembre 1986. Anotherloverholenyohead se classa également au Royaume-Uni à la 36e position le 8 novembre 1986 et à la 36e en Nouvelle-Zélande.

## Liste des titres
| A.  | Anotherloverholenyohead | 3:23 |
| AA. | Mountains               | 3:58 |

| A. | Anotherloverholenyohead (Extended Version) | 7:52 |
| B. | Girls & Boys (LP Version)                  | 5:30 |

| A. | Anotherloverholenyohead (Extended Version) | 7:52 |
| B. | I Wanna Be Your Lover (LP Version)         | 5:47 |